# Палеоптерикс
Палеоптерикс (Palaeopteryx, що означає «старовинне крило») — рід тероподних динозаврів, тепер вважається як «nomen dubium». Описаний тільки по зразку одного фрагмента кістки (BYU 2022).

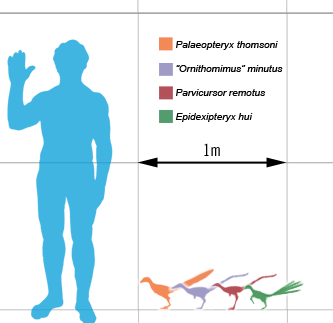
Розмір P.thomsoni (помаранчевий) в порівнянні з іншими дрібними тероподами

Palaeopteryx (BYU 2022) став предметом значної суперечки не тільки в інтернеті та популярній науковій пресі, так і серед креаціоністів письменників. Він був описаний як птах, який може бути старшим за археоптерикса.
Зразок був знайдений у 1970 році в пластах формації Морісон на заході Колорадо серед численних птерозаврів і дрібних динозаврів.